# ABU Song Festivals
ABU Song Festivals sunt competiții muzicale bazate pe Concursul Muzical Eurovision. Formatul constă în două spectacole, ABU Radio Song Festival și ABU TV Song Festival, organizate de Uniunea Audiovizualului Asia-Pacific (ABU).

## ABU Radio Song Festival
ABU Radio Song Festival este o competiție pentru muzicienii care nu au niciun contract încheiat cu vreo casă de discuri.